# Orthopyxis caliculata
Orthopyxis caliculata är en nässeldjursart som först beskrevs av Walter Douglas Hincks 1853.  Orthopyxis caliculata ingår i släktet Orthopyxis och familjen Campanulariidae. Inga underarter finns listade i Catalogue of Life.